# Sociedades Bíblicas Unidas
Las Sociedades Bíblicas Unidas conforman una organización cristiana interconfesional de carácter internacional y sin fines de lucro dedicada a la divulgación de la Biblia.

## Historia
La primera «Sociedad Bíblica» nace en Inglaterra en el año 1804, de la mano de William Wilberforce mientras trabajaba por la abolición del comercio de esclavos y la emancipación de los esclavos en Bretaña; de esa forma se empezaron a formar Sociedades Bíblicas en diferentes países como Países Bajos, Australia, Estados Unidos y Alemania, cada una de ellas independiente, pero trabajando con un mismo objetivo.
La organización moderna fue fundada en 1948 con representantes de Sociedades Bíblicas.
En 2021, tenía 150 sociedades miembros en más de 240 países y territorios. Para 2022, habían traducido la Biblia a más del 70 % de los 733 idiomas en que actualmente está disponible el texto bíblico.